# Segunda División Peruana 2010
El Campeonato Descentralizado ADFP-SD 2010, conocida como Segunda División del Perú 2010, fue la edición número 58 de la Segunda División del Perú, la quinta desde que se descentraliza en 2006 y la quinta bajo la denominación de Campeonato Descentralizado ADFP-SD.
Contó con la participación de 10 clubes y se disputó en dos ruedas con un total de 18 fechas. Su inicio estaba programado para el sábado 29 de mayo, pero debido a problemas administrativos por parte de los equipos IDUNSA y Sport Águila –quienes se retiraron del torneo– se decidió su postergación.
A este torneo se le sumaron los dos equipos que descendieron de la Primera División Peruana 2009, Sport Ancash y Coronel Bolognesi; además del Tecnológico, subcampeón de la Copa Perú 2009.
La fecha inicial fue aplazada sólo una semana, jugándose el primer encuentro el sábado 5 de junio. Dado el recorte de equipos, ya no se disputaron 22 fechas sino 18. Una vez finalizadas, Cobresol de Moquegua ocupó la primera posición y ascendió a la Primera División del 2011, mientras que el Tecnológico Suiza de Pucallpa descendió a la Copa Perú.

## Equipos participantes
| Club                   | Ciudad   | Estadio               | Capacidad | Césped     | Indumentaria |
| ---------------------- | -------- | --------------------- | --------- | ---------- | ------------ |
| América Cochahuayco    | Lima     | Monumental            | 80.000    | Natural    | Umbro        |
| Atlético Minero        | Matucana | Municipal de Matucana | 5.000     | Natural    | Walon        |
| Atlético Torino        | Talara   | Campeonísimo          | 8.000     | Natural    | Real         |
| Cobresol               | Moquegua | 25 de Noviembre       | 21.000    | Natural    | Polmer       |
| Coronel Bolognesi      | Tacna    | Jorge Basadre         | 24.350    | Natural    | Rugare       |
| Deportivo Coopsol      | Chancay  | Rómulo Shaw Cisneros  | 3.000     | Natural    | Polmer       |
| Hijos de Acosvinchos   | Lima     | Colegio San Alfonso   | 2.000     | Natural    | Lomas        |
| Sport Ancash           | Huaraz   | Rosas Pampa           | 18.000    | Natural    | Lomas        |
| Tecnológico            | Pucallpa | Aliardo Soria         | 15.000    | Artificial | New Athletic |
| Universidad San Marcos | Lima     | San Marcos            | 45.000    | Natural    | Polmer       |

1. ↑  La Universidad San Marcos disputó 4 encuentros en su estadio, 4 en el Miguel Grau del Callao y uno en el estadio del Colegio San Alfonso en Santa Clara (Ate).

## Tabla de posiciones
| #   | Equipo                 | PJ | G  | E | P  | GF | GC | Dif | Pts |
| --- | ---------------------- | -- | -- | - | -- | -- | -- | --- | --- |
| 1º  | Cobresol               | 18 | 12 | 5 | 1  | 36 | 7  | +29 | 41  |
| 2º  | Sport Ancash           | 18 | 12 | 2 | 4  | 33 | 17 | +16 | 38  |
| 3º  | Hijos de Acosvinchos   | 18 | 11 | 3 | 4  | 37 | 22 | +15 | 36  |
| 4º  | Deportivo Coopsol      | 18 | 9  | 5 | 4  | 32 | 14 | +18 | 32  |
| 5º  | Coronel Bolognesi      | 18 | 6  | 6 | 6  | 28 | 24 | +4  | 24  |
| 6º  | Atlético Minero        | 18 | 5  | 5 | 8  | 37 | 37 | 0   | 20  |
| 7º  | Atlético Torino        | 18 | 5  | 5 | 8  | 18 | 30 | -12 | 20  |
| 8º  | América Cochahuayco    | 18 | 5  | 3 | 10 | 22 | 22 | 0   | 18  |
| 9º  | Universidad San Marcos | 18 | 5  | 2 | 11 | 20 | 27 | -7  | 17  |
| 10º | Inst. Tecnológico      | 18 | 2  | 0 | 16 | 9  | 72 | -63 | 6   |

- Pts=Puntos; PJ=Partidos Jugados; G=Partidos Ganados; E=Partidos Empatados; P=Partidos Perdidos; GF=Goles Anotados; GC=Goles Recibidos; Dif=Diferencia de goles

|  |                                                      |
|  | Ascendido a la Primera División 2011.                |
|  | Descendido a la Etapa Regional de la Copa Perú 2011. |

|                         |
| Campeón                 |
| Cobresol FBC 1.º título |

## Resultados
Las filas corresponden a los juegos de local de cada uno de los equipos, mientras que las columnas corresponden a los juegos de visitante. Segúna las filas, los resultados en color azul corresponden a victoria del equipo local, rojo a victoria visitante y blanco a empate.
|                      | AME | MIN | TOR | BOL | COB | COO | ACO | ANC | TEC  | USM |
| -------------------- | --- | --- | --- | --- | --- | --- | --- | --- | ---- | --- |
| América Cochahuayco  |     | 4-1 | 0-1 | 0-0 | 0-0 | 0-1 | 0-1 | 1-3 | 6-0  | 0-1 |
| Atlético Minero      | 1-2 |     | 1-1 | 3-3 | 0-1 | 2-2 | 1-1 | 2-1 | 6-0  | 0-1 |
| Atlético Torino      | 2-1 | 4-3 |     | 0-0 | 0-2 | 0-1 | 1-2 | 0-0 | 4-0  | 1-1 |
| Coronel Bolognesi    | 3-2 | 2-2 | 0-0 |     | 2-2 | 3-2 | 1-2 | 2-1 | 5-1  | 2-0 |
| Cobresol             | 3-1 | 3-1 | 4-0 | 1-0 |     | 1-0 | 1-0 | 2-0 | 10-0 | 1-0 |
| Deportivo Coopsol    | 1-1 | 6-1 | 2-0 | 1-0 | 1-1 |     | 2-2 | 0-0 | 3-0  | 3-0 |
| Hijos de Acosvinchos | 2-1 | 2-3 | 4-1 | 3-1 | 0-0 | 1-0 |     | 0-3 | 6-0  | 5-1 |
| Sport Ancash         | 2-0 | 3-2 | 4-1 | 2-1 | 2-1 | 1-0 | 3-0 |     | 3-0  | 1-0 |
| Tecnológico          | 0-2 | 0-4 | 1-2 | 2-1 | 0-3 | 1-6 | 2-3 | 0-3 |      | 2-0 |
| U. San Marcos        | 0-1 | 1-4 | 4-0 | 0-2 | 0-0 | 0-1 | 1-3 | 5-1 | 5-0  |     |

1. ↑  En la séptima fecha, Tecnológico no viajó por problemas económicos a Chancay, donde debía enfrentar al Coopsol. Como el equipo pucallpino no se presentó, perdió por walkover con un marcador en contra de 3-0.[6]
2. ↑  En la novena fecha, el encuentro entre Coopsol y San Marcos iba empatado 1-1 hasta que fue suspendido en el minuto 74 por una agresión al árbitro por parte del jugador sanmarquino Raúl Robles. Posteriormente, mediante un fallo, se declaró ganador al Deportivo Coopsol con un marcador a favor de 3-0.[7]

### Partido Final
| 21         | POR        | Michael Sotillo    |     |
| 16         | DEF        | Arnaldo Cabanillas | 33' |
| 5          | DEF        | Miguel Reyna       |     |
| 2          | DEF        | Évert Lengua       |     |
| 23         | DEF        | Nikol Prado        |     |
| 8          | MED        | Edward Campos      |     |
| 7          | MED        | Paúl Rodríguez     |     |
| 14         | MED        | Christian Vildoso  |     |
| 10         | MED        | Piero Casella      | 78' |
| 11         | DEL        | Ramón Rodríguez    | 81' |
| 15         | DEL        | Héctor Rojas       |     |
| Entrenador | Entrenador | Fredy García       |     |

| 1          | POR        | Alexis Mora          |     |
| 2          | DEF        | Martín Monserrate    |     |
| 15         | DEF        | Juan Saavedra        |     |
| 18         | DEF        | Javier Chirinos      |     |
| 3          | DEF        | Álvaro Motta         | 56' |
| 8          | MED        | Giuseppi Ramos       |     |
| 6          | MED        | Raúl Róbles          |     |
| 4          | MED        | Juan Carlos Colchado |     |
| 10         | MED        | Christopher Buitrón  | 76' |
| 17         | DEL        | Héctor Solís         |     |
| 9          | DEL        | Roberto Dolorier     | 27' |
| Entrenador | Entrenador | Marco Luis Alfaro    |     |

| 3  | MED | Percy Manchego      | 33' |
| 20 | MED | José Crovetto       | 78' |
| 18 | DEL | Maximiliano Quiroga | 81' |

| 14 | DEL | Pedro Bautista        | 27' |
| 11 | DEL | Adhemir Villavicencio | 56' |
| 13 | MED | Raúl Maguiña          | 76' |

| Anotado | 42' | Héctor Rojas | 1-0 |

| Amonestado |  | Miguel Reyna |

| Amonestado |  | Juan Carlos Colchado  |
| Amonestado |  | Adhemir Villavicencio |

| Árbitro             | Víctor Hugo Rivera |
| Árbitros asistentes | César Allasi       |
| Árbitros asistentes | Martín Melgar      |
| Cuarto árbitro      | Carlos Garay       |

| 21         | POR        | Michael Sotillo    |     |
| 16         | DEF        | Arnaldo Cabanillas | 33' |
| 5          | DEF        | Miguel Reyna       |     |
| 2          | DEF        | Évert Lengua       |     |
| 23         | DEF        | Nikol Prado        |     |
| 8          | MED        | Edward Campos      |     |
| 7          | MED        | Paúl Rodríguez     |     |
| 14         | MED        | Christian Vildoso  |     |
| 10         | MED        | Piero Casella      | 78' |
| 11         | DEL        | Ramón Rodríguez    | 81' |
| 15         | DEL        | Héctor Rojas       |     |
| Entrenador | Entrenador | Fredy García       |     |

| 1          | POR        | Alexis Mora          |     |
| 2          | DEF        | Martín Monserrate    |     |
| 15         | DEF        | Juan Saavedra        |     |
| 18         | DEF        | Javier Chirinos      |     |
| 3          | DEF        | Álvaro Motta         | 56' |
| 8          | MED        | Giuseppi Ramos       |     |
| 6          | MED        | Raúl Róbles          |     |
| 4          | MED        | Juan Carlos Colchado |     |
| 10         | MED        | Christopher Buitrón  | 76' |
| 17         | DEL        | Héctor Solís         |     |
| 9          | DEL        | Roberto Dolorier     | 27' |
| Entrenador | Entrenador | Marco Luis Alfaro    |     |

| 3  | MED | Percy Manchego      | 33' |
| 20 | MED | José Crovetto       | 78' |
| 18 | DEL | Maximiliano Quiroga | 81' |

| 14 | DEL | Pedro Bautista        | 27' |
| 11 | DEL | Adhemir Villavicencio | 56' |
| 13 | MED | Raúl Maguiña          | 76' |

| Anotado | 42' | Héctor Rojas | 1-0 |

| Amonestado |  | Miguel Reyna |

| Amonestado |  | Juan Carlos Colchado  |
| Amonestado |  | Adhemir Villavicencio |

| Árbitro             | Víctor Hugo Rivera |
| Árbitros asistentes | César Allasi       |
| Árbitros asistentes | Martín Melgar      |
| Cuarto árbitro      | Carlos Garay       |

## Goleadores
| Jugador              | Jugador            | Goles | Equipo                 |
| -------------------- | ------------------ | ----- | ---------------------- |
| Bandera de Perú      | Ramón Rodríguez    | 12    | Cobresol               |
| Bandera de Perú      | Juan Luna          | 12    | Hijos de Acosvinchos   |
| Bandera de Perú      | Jairsinho Gonzales | 10    | Hijos de Acosvinchos   |
| Bandera de Perú      | Danfer Doy         | 9     | Atlético Minero        |
| Bandera de Perú      | César Goya         | 7     | Atlético Minero        |
| Bandera de Perú      | Gustavo Stagnaro   | 7     | Coronel Bolognesi      |
| Bandera de Perú      | Juan Montenegro    | 7     | Sport Ancash           |
| Bandera de Perú      | Charly Vicente     | 7     | Sport Ancash           |
| Bandera de Argentina | Natalio Portillo   | 6     | Sport Ancash           |
| Bandera de Perú      | Roberto Dolorier   | 6     | Universidad San Marcos |
| Bandera de Perú      | Christian Cuadros  | 5     | América Cochahuayco    |
| Bandera de Perú      | Lionel Alguedas    | 5     | Atlético Minero        |
| Bandera de Perú      | Héctor Rojas       | 5     | Cobresol               |
| Bandera de Perú      | Einer Vásquez      | 5     | Sport Ancash           |

## Asistencia y recaudación
| #   | Equipo                 | PJ | Espectadores | Recaudación (S/.) |
| --- | ---------------------- | -- | ------------ | ----------------- |
| 1º  | Sport Ancash           | 9  | 60.343       | 160.394           |
| 2º  | Cobresol               | 9  | 55.223       | 457.303           |
| 3º  | Coronel Bolognesi      | 9  | 7.996        | 49.850            |
| 4º  | Atlético Torino        | 9  | 6.716        | 49.466            |
| 5º  | Tecnológico            | 9  | 5.520        | 46.386            |
| 6º  | Hijos de Acosvinchos   | 9  | 3.343        | 24.834            |
| 7º  | Deportivo Coopsol      | 8  | 2.692        | 20.490            |
| 8º  | Atlético Minero        | 9  | 2.366        | 17.016            |
| 9º  | Universidad San Marcos | 9  | 960          | 4.934             |
| 10º | América Cochahuayco    | 9  | 577          | 3.102             |